# Лукин, Павел Германович
Павел Германович Лукин (род. 10 апреля 1990, Ярославль, Россия) — российский хоккеист.

## Биография
Павел Лукин — воспитанник ярославского хоккея. Играл за дубль «Локомотива». В сезоне 2009/10 выступал в Молодёжной хоккейной лиге за «Локо». Сезон 2010/11 играл за ижевскую «Ижсталь» в ВХЛ. В следующем году выступал в высшей лиге за ярославский «Локомотив», спустя год дебютировал за команду в КХЛ.
В 2013 году перешёл в нижегородское «Торпедо». В КХЛ за клуб сыграл 17 матчей, забросил 2 шайбы и 1 раз отличился голевым пасом. С 2014 по 2016 год выступал за череповецкую «Северсталь». В середине сезона 2015/16 перешёл в подольский «Витязь» в обмен на право выбора в третьем раунде драфта юниоров КХЛ.